# Kreuzverhör
Das Kreuzverhör ist im Strafprozessrecht einiger Länder eine Art der Vernehmung, bei welcher Zeugen oder Sachverständige allein durch Staatsanwaltschaft und Strafverteidiger befragt werden.

## Allgemeines
Die Vernehmung ist im Strafprozessrecht die von Strafverfolgungsbehörden durchgeführte Befragung von Beschuldigten, Zeugen oder Sachverständigen zwecks Aufklärung eines Tatherganges. Dabei erfolgt die Vernehmung des Angeklagten und die Aufnahme des Beweises während des Gerichtsprozesses im Regelfall durch den Vorsitzenden Richter (§ 238 StPO), auf Verlangen können auch beisitzende Richter Fragen an den Angeklagten, die Zeugen und die Sachverständigen richten. Staatsanwalt und Strafverteidiger, aber auch Schöffen und der Angeklagte selbst können ergänzende Fragen stellen (§ 240 StPO).

## Situation in verschiedenen Ländern

### Deutschland
Gemäß § 239 Abs. 1 StPO muss der Richter auf übereinstimmenden Antrag der Staatsanwaltschaft und der Verteidigung die Vernehmung der von der Staatsanwaltschaft und dem Angeklagten benannten Zeugen und Sachverständigen der Staatsanwaltschaft und der Verteidigung überlassen. Bei den von der Staatsanwaltschaft benannten Zeugen und Sachverständigen hat diese, bei den von dem Angeklagten benannten die Verteidigung in erster Linie das Recht zur Vernehmung. Haben diese die Vernehmung abgeschlossen, darf der Richter zur weiteren Aufklärung der Sache erforderlich scheinende Fragen stellen (§ 239 Abs. 2 StPO). Dem Richter steht nach § 241 StPO beim Missbrauch des Kreuzverhörs die Entziehung des Vernehmungsrechts oder bei ungeeigneten oder nicht zur Sache gehörenden Fragen deren Zurückweisung zu. Dieses abwechselnde Fragerecht ist eher als Wechselverhör zu bezeichnen. Es hat keine praktische Bedeutung erlangt; von ihm wird in den seltensten Fällen Gebrauch gemacht.
Auch im Zivilprozess ist eine wechselseitige Befragung von Zeugen theoretisch möglich (§ 397 Abs. 2 ZPO), wird jedoch in der Praxis kaum durchgeführt. Auch im Zivilprozess erfolgt die Beweisaufnahme in erster Linie durch das Gericht (§ 396 ZPO). Sodann können beide Parteien den Zeugen nacheinander befragen, schon um die mit einem Kreuzverhör gewöhnlich einhergehende Einschüchterungswirkung auf den Zeugen zu vermeiden.

### USA
Dagegen ist das Kreuzverhör in den USA die wichtigste Prozesshandlung. Zu einer echten Konfrontation kommt es beim US-amerikanischen Kreuzverhör (englisch cross examination), das nach Rule 611b Federal Rules of Evidence (FRE) einen stark konfrontativen Charakter besitzt und dazu dient, die unzulässige Zeugenvorbereitung aufzudecken und die Glaubwürdigkeit der gegnerischen Zeugen zu erschüttern. Anders als das deutsche Kreuzverhör des § 239 StPO ist das amerikanische Kreuzverhör ein Gegenverhör, ein Element des der Wahrheitsfindung dienenden Konfrontationsrechts.
Zunächst befragt diejenige Partei den Zeugen, die ihn als Zeugen benannt hat (englisch direct examination). Es sind nur Fragen über beweiserhebliche Tatsachen zulässig, nicht aber Suggestivfragen (englisch leading questions). Auch Meinungen oder Schlussfolgerungen darf ein Zeuge nicht abgeben, es sei denn, er ist ein sachverständiger Zeuge, der über besondere Sachkenntnisse auf einem bestimmten Gebiet verfügt. Unzulässige Fragen kann die andere Partei durch Einspruch (englisch objection) beanstanden und eine Entscheidung des Gerichts über die Zulässigkeit herbeiführen. Der Einspruch ist hier eine Einwendung, über die sofort durch den Richter entschieden wird. Gibt er dem Einspruch statt (englisch sustained), muss der Befragte nicht mehr antworten, wird er abgelehnt (englisch overruled), ist die Antwort erforderlich. Auf die Befragung durch die bestellende Partei folgt die Befragung durch die Gegenseite, das eigentliche Kreuzverhör (englisch cross examination) darstellend.
Das Kreuzverhör bezweckt, die Glaubwürdigkeit und eine mögliche Befangenheit des Zeugen, den man nicht selber benannt hat, wegen persönlicher Beziehungen zu einer der Prozessparteien oder einem sonstigen Eigeninteresse am Ausgang des Verfahrens zu ermitteln. Deshalb sind hier auch Suggestivfragen erlaubt. Der Zeuge darf selbst nach möglichen Vorstrafen wegen Falschaussage oder Meineids befragt werden. Üblich ist auch die Konfrontation mit einer eventuell abweichenden Einlassung des Zeugen während der gerichtlichen Voruntersuchung (englisch discovery). Es sind jedoch nur Fragen zu solchen Sachverhalten zulässig, die bereits Gegenstand der direkten Befragung waren.
Eine Partei hat auch im Zivilprozess ein Recht zum Kreuzverhör, wenn der Prozessgegner die Zeugen benannt hat.
In den USA gab es gelegentlich Kreuzverhöre, die in die Menschenwürde eingriffen und nach deutscher Rechtsauffassung verfassungsrechtlich unhaltbar wären. Charakteristisch war hierfür der Fall des Alger Hiss. Im rüden Kreuzverhör aufgedeckte Meineide über seine frühere kommunistische Tätigkeit waren es, die ihn im Januar 1950 ins Gefängnis brachten.

### Österreich
Im österreichischen Strafprozessrecht ist es nicht vorgesehen, dass der Vorsitzende in der Hauptverhandlung die Befragung von Zeugen und (Mit-)Angeklagten gänzlich an Verteidigung und Anklagevertretung abgibt. Ein von Staatsanwaltschaft und Verteidiger betriebenes Wechselverhör wie etwa im deutschen Strafprozessrecht ist in Österreich daher nicht vorgesehen. Vielmehr erteilt der Richter (bzw. der vorsitzende Richter im schwurgerichtlichen Verfahren) jeweils der Staatsanwaltschaft und der Verteidigung das Fragerecht, kann dabei aber auch jederzeit die Befragung beenden, einzelne Fragen für unzulässig erklären und bei ungebührlicher Fragestellung mittels richterlicher Ordnungsgewalt einschreiten.
Bei einer Diskussion über Reformen des Justizsystems im Jahr 2010 wurde dem Kreuzverhör nach US-amerikanischem Vorbild auch weiterhin eine Absage erteilt.

## Trivia
Die besondere Dramatik des Kreuzverhörs wurde in vielen Kriminalfilmen genutzt, so etwa von Billy Wilder in Zeugin der Anklage (englisch Witness for the Prosecution), der im Januar 1958 Premiere feierte.